# (10806) Mexico
(10806) Mexico (1993 FA2) – planetoida z pasa głównego asteroid okrążająca Słońce w ciągu 5,7 lat w średniej odległości 3,19 j.a. Odkryta 23 marca 1993 roku.